# Ерофей Павлович
Ерофе́й Па́влович — посёлок городского типа в Сковородинском районе Амурской области на Транссибирской магистрали, на реке Урке (приток Амура). Расположен в северо-западной части области в 130 км западнее города Сковородино возле границы с Забайкальским краем. Население — 4239 чел. (2023).

## История

Первое упоминание (как станции строящейся Амурской железной дороги) относится к 1909 году. Официально статус посёлка получил в 1934 году. Назван в честь Ерофея Хабарова.
14 октября 2011 года произошло землетрясение, эпицентр которого находился около города Сковородино, магнитуда землетрясения — 5,9. Жертв и разрушений не было.

## Топографические карты
- Лист карты N-51-XX Ерофей Павлович. Масштаб: 1 : 200 000. Состояние местности на 1974-1982 год. Издание 1984 г.

## Климат
- Среднегодовая температура воздуха — −2,8 °C
- Относительная влажность воздуха — 67,9 %
- Средняя скорость ветра — 1,1 м/с

| Среднесуточная температура воздуха Ерофея Павловича по данным NASA | Среднесуточная температура воздуха Ерофея Павловича по данным NASA | Среднесуточная температура воздуха Ерофея Павловича по данным NASA | Среднесуточная температура воздуха Ерофея Павловича по данным NASA | Среднесуточная температура воздуха Ерофея Павловича по данным NASA | Среднесуточная температура воздуха Ерофея Павловича по данным NASA | Среднесуточная температура воздуха Ерофея Павловича по данным NASA | Среднесуточная температура воздуха Ерофея Павловича по данным NASA | Среднесуточная температура воздуха Ерофея Павловича по данным NASA | Среднесуточная температура воздуха Ерофея Павловича по данным NASA | Среднесуточная температура воздуха Ерофея Павловича по данным NASA | Среднесуточная температура воздуха Ерофея Павловича по данным NASA | Среднесуточная температура воздуха Ерофея Павловича по данным NASA |
| Янв                                                                | Фев                                                                | Мар                                                                | Апр                                                                | Май                                                                | Июн                                                                | Июл                                                                | Авг                                                                | Сен                                                                | Окт                                                                | Ноя                                                                | Дек                                                                | Год                                                                |
| −25,4 °C                                                           | −19,9 °C                                                           | −11,5 °C                                                           | −0,2 °C                                                            | 8,4 °C                                                             | 16,0 °C                                                            | 18,5 °C                                                            | 15,2 °C                                                            | 7,8 °C                                                             | −2,4 °C                                                            | −16,5 °C                                                           | −24,9 °C                                                           | −2,8 °C                                                            |
| ------------------------------------------------------------------ | ------------------------------------------------------------------ | ------------------------------------------------------------------ | ------------------------------------------------------------------ | ------------------------------------------------------------------ | ------------------------------------------------------------------ | ------------------------------------------------------------------ | ------------------------------------------------------------------ | ------------------------------------------------------------------ | ------------------------------------------------------------------ | ------------------------------------------------------------------ | ------------------------------------------------------------------ | ------------------------------------------------------------------ |

## Население
| 1939  | 1959  | 1970  | 1979  | 1989  | 2002  | 2009  | 2010  | 2011  |
| ----- | ----- | ----- | ----- | ----- | ----- | ----- | ----- | ----- |
| 8357  | ↗9648 | ↘7998 | ↘7800 | ↘6748 | ↘5625 | ↘5473 | ↘5164 | ↘5150 |
| 2012  | 2013  | 2014  | 2015  | 2016  | 2017  | 2018  | 2020  | 2021  |
| ↘5019 | ↘4929 | ↘4818 | ↘4769 | ↘4681 | ↘4648 | ↘4596 | ↘4438 | ↘4364 |
| 2023  |       |       |       |       |       |       |       |       |
| ↘4239 |       |       |       |       |       |       |       |       |

## Археология
Наконечники стрел, обнаруженные на памятнике на реке Утени близ посёлка Ерофей Павлович, сходны с наконечниками, найденными у Быркинской и Бутихинской писаниц в Забайкальском крае.

## В литературе
- Пришвин М. М. «Ерофей Павлович» («Дорогие звери», 1931).